# 加茂神社 (射水市)
加茂神社（かもじんじゃ）は、富山県射水市にある神社である。賀茂御祖神社領倉垣荘の惣社で、旧社格は郷社。一般には下村加茂神社と呼ばれる。祭神は玉依姫命、賀茂建角身命、賀茂別雷命。

## 歴史
社伝では、1066年（治暦2年）に京都の賀茂神社から勧請されたと伝える。1090年（寛治4年）、白河上皇の勅願により倉垣荘が越中国射水郡に設けられると、荘家がこの加茂神社に置かれた。境内に隣接する加茂遺跡で、鎌倉期の居館跡が発掘された。荘域拡大に伴い、射水郡内各所に賀茂神が勧請された。
1945年（昭和20年）5月1日、郷社に昇格した。

## 祭事（無形文化財）
年間50回近くに及ぶ加茂神社の祭事は、荘園維持行事（勧農儀礼・貢納儀礼）の継承とおよび賀茂信仰にまつわる葵祭の移入という特徴がある。射水市加茂地区・倉垣小杉地区・柳瀬地区の3地区で祭礼を維持している。
主な祭事は次のとおり。
- 1月1日：鰤分け神事（射水市指定無形民俗文化財）
- 5月4日：やんさんま祭り（富山県指定無形民俗文化財）
- 6月上卯日：御田植祭（富山県指定無形民俗文化財）
- 9月4日：稚児舞（「越中の稚児舞」として国の重要無形民俗文化財に指定）

## 境内末社
- 貴布禰社（きふねしゃ）-闇龗神を祀る。例祭は、8月1日
- 任海社（とみしゃ）-高龗神を祀る。例祭は、8月1日
- 稲穂神社（いなほじんじゃ）-天照皇大神と豊受大神を祀る。例祭は、9月16日

## 「やんさんま祭り」
詳細はやんさんま祭りの項を参照
5月4日に行われるお祭り。「流鏑馬」（やぶさめ）が訛ったものだが、流鏑馬以外にも、「牛乗式」という全国でも唯一の神事が行われる他、いろいろな神事が行われる。

## 有形文化財
- 「獅子頭」2体（射水市指定有形文化財）

## 名所・旧跡
- 福王寺（旧・加茂神社神宮寺）

真言宗。木造不動明王立像（富山県指定有形文化財）・木造阿弥陀如来坐像（富山県指定有形文化財）・木造毘沙門天立像（富山県指定有形文化財）が安置。賀茂本地仏の聖観世音菩薩坐像も祭られる。

## 交通
- あいの風とやま鉄道線呉羽駅より車で約10分、小杉駅より車で約15分
- 北陸自動車道富山西インターチェンジより車で約15分、小杉インターチェンジより車で約20分
- 駐車場：有り